# Biathlon-Mixed-Staffel-Weltmeisterschaften
Biathlon-Mixed-Relay-Weltmeisterschaften wurden 2005 und 2006 durchgeführt. 2005 richtete die IBU im russischen Chanty-Mansijsk versuchsweise erstmals eine eigene als Mixed-Relay-Championships bezeichnete Weltmeisterschaft für gemischte Staffeln aus. 2006 wurde der Wettbewerb nach den Olympischen Spielen von Turin im Rahmen des Weltcups im slowenischen Pokljuka erneut eigenständig ausgetragen. Mit den Weltmeisterschaften 2007 in Antholz wurde die Mixed-Staffel fest ins Wettkampfprogramm der Weltmeisterschaften integriert. Die vorerst letzte Auflage einer Weltmeisterschaft mit Rennen einzig im Mixed fand 2010 im russischen Chanty-Mansijsk statt, da es der einzige Wettbewerb des Jahres war, der nicht bei den Olympischen Spielen ausgetragen wurde. Da die Mixed-Staffel ab 2014 Teil des olympischen Programms ist, wird es eine eigenständige Mixed-Staffel-Weltmeisterschaft voraussichtlich nicht mehr geben.
Anders als ab 2007, wo Männer die übliche Staffellänge von 7,5 Kilometer laufen, war 2005 und 2006 von allen vier Läuferinnen und Läufern jeder Staffel eine Strecke von 6 Kilometer zu bewältigen. Auch wechselten sich die Geschlechter im Rennen ab, seit 2007 laufen erst die Frauen, anschließend die Männer. Ansonsten galten die üblichen Regeln der internationalen Biathlon-Staffelrennen.

## Ergebnisse
| Weltmeisterschaft | Weltmeisterschaft | Gold                                                                                | Silber                                                                             | Bronze                                                                               |
| ----------------- | ----------------- | ----------------------------------------------------------------------------------- | ---------------------------------------------------------------------------------- | ------------------------------------------------------------------------------------ |
| 2005              | Chanty-Mansijsk   | Russland I Olga Pyljowa Swetlana Ischmuratowa Iwan Tscheresow Nikolai Kruglow jr.   | Russland II Anna Bogali Olga Saizewa Sergei Tschepikow Sergei Roschkow             | Deutschland I Uschi Disl Kati Wilhelm Michael Greis Ricco Groß                       |
| 2006              | Pokljuka          | Russland II Anna Bogali-Titowez Sergei Tschepikow Irina Malgina Nikolai Kruglow jr. | Norwegen Linda Tjörhom Halvard Hanevold Tora Berger Ole Einar Bjørndalen           | Frankreich I Florence Baverel-Robert Vincent Defrasne Sandrine Bailly Raphaël Poirée |
| 2010              | Chanty-Mansijsk   | Deutschland Simone Hauswald Magdalena Neuner Simon Schempp Arnd Peiffer             | Norwegen Ann Kristin Flatland Tora Berger Emil Hegle Svendsen Ole Einar Bjørndalen | Schweden Helena Jonsson Anna Carin OlofssonZidek Björn Ferry Carl Johan Bergman      |

## Medaillenspiegel
| Platz | Land        | Gold | Silber | Bronze | Total |
| ----- | ----------- | ---- | ------ | ------ | ----- |
| 1     | Russland    | 2    | 1      | −      | 3     |
| 2     | Deutschland | 1    | −      | 1      | 2     |
| 3     | Norwegen    | −    | 2      | −      | 2     |
| 4     | Frankreich  | −    | −      | 1      | 1     |
| 4     | Schweden    | −    | −      | 1      | 1     |